# 飛騨総社

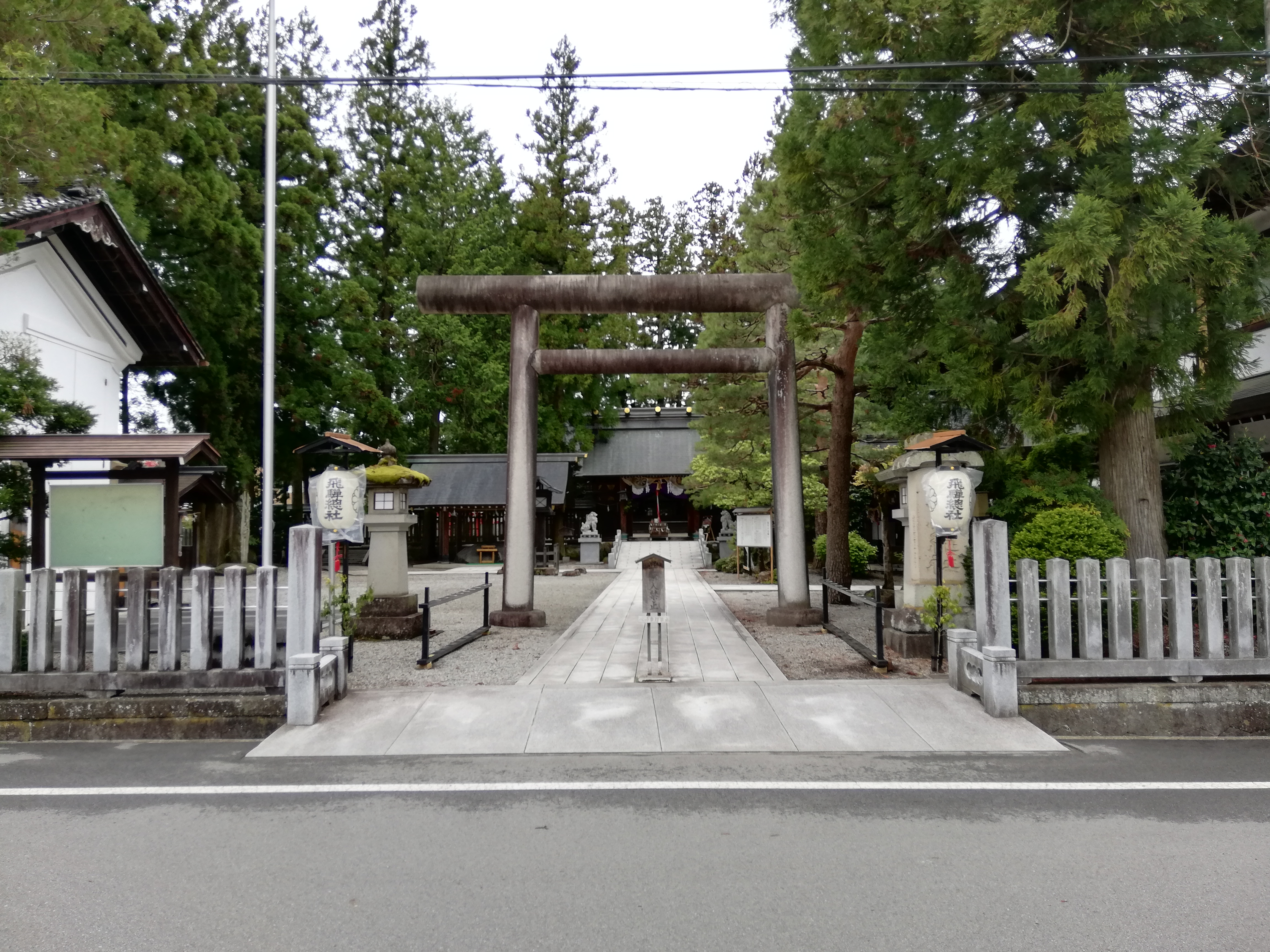
二の鳥居

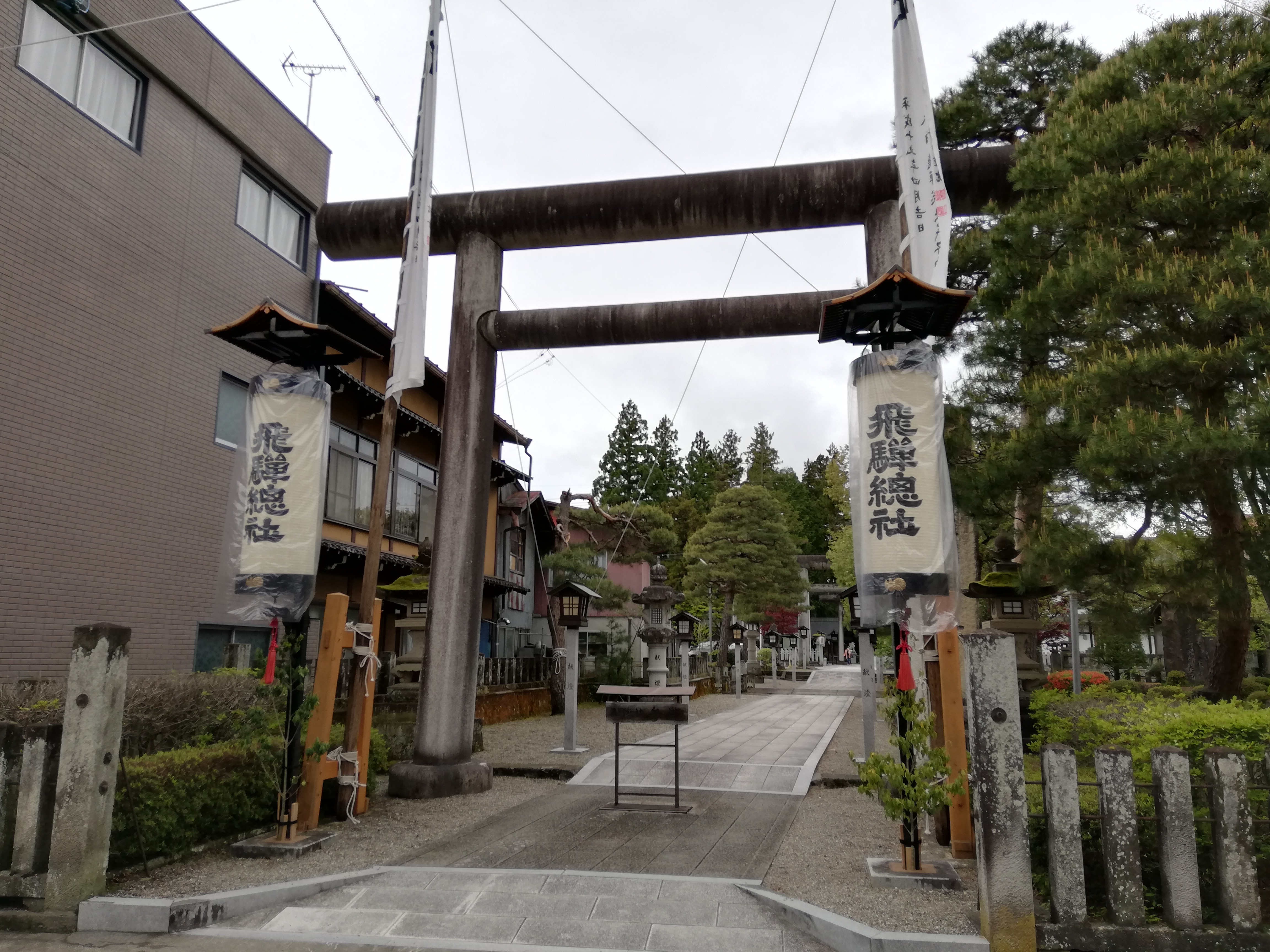
一の鳥居

飛騨総社（ひだそうじゃ）は、岐阜県高山市にある神社である。
旧社格は県社。飛騨国の総社である。延喜式神名帳所載八座（大野郡三座、荒城郡五座）と国史記載社十座を祀る。
毎年5月4日、5日には例祭では、千人行列のほか、二人一組による親子獅子舞（22人による曲芸のような舞）が行われる。

## 祭神

### 正殿主神
- 大八椅命
  - 大八椅命は最初の斐陀国造、天火明命の後裔。

### 脇殿（延喜式神名帳所載八座）
- 水無神　（飛騨一宮水無神社祭神　位山）
- 槻本神　（槻本神社祭神　大山津見神）
- 荏名神　（荏名神社祭神　高皇産靈神）
- 大津神　（大津神社祭神　大彦命、武渟河別命）
- 荒城神　（荒城神社祭神　大荒木之命）
- 高田神　（高田神社祭神　高魂命）
- 阿多由太神　（阿多由太神社祭神　大物主神）
- 栗原神　（栗原神社祭神　五十猛命）

### 脇殿（国史記載社十座）
- 大歳神
- 走淵神
- 四天王神
- 遊幡石神
- 渡瀬神
- 道後神
- 気多若宮神
- 本母国津神
- 剣緒神
- 加茂若宮神

### 合祀
- 伊邪那岐命
- 伊邪那美命
- 菊理姫命

## 沿革
平安時代の承平年間（931年～938年）の創建と伝えられる。1191年（文治2年）に最初の社殿が築かれる。しかし、室町時代になると衰退する。
江戸時代の寛永年間に金森重頼により社殿の大改修が行われたが、1781年（天明元年）の天明の大飢饉の頃から再び衰退し、境内も縮小される。
国学者である田中大秀（本居宣長門弟）は、その様子を嘆き、1808年（文化3年）に「飛騨総社考」を著して再興を願う。これをきっかけに1820年（文政3年）に再建され、境内も拡大する。
1887年（明治20年）より1890年にかけて大造営が行なわれ、南向きだった社殿を東向きにし、参道が整備される。

## 文化財
岐阜県指定重要有形民俗文化財
- 高山祭屋台[1]

## 所在地
- 岐阜県高山市神田町2-114

## 交通機関
- 高山本線高山駅より徒歩15分